# Cirrhilabrus condei
Cirrhilabrus condei là một loài cá biển thuộc chi Cirrhilabrus trong họ Cá bàng chài. Loài này được mô tả lần đầu tiên vào năm 1996.

## Từ nguyên
Từ định danh condei được đặt theo tên của Bruno Condé (1920 – 2004), nhà động vật học người Pháp, giám đốc của Bảo tàng-Thủy cung Nancy, đồng thời là biên tập viên của Revue française d’Aquariologie (là tạp chí khoa học công bố bản mô tả của loài cá này).

## Phạm vi phân bố và môi trường sống
C. condei được biết đến tại Philippines, quần đảo Raja Ampat (Indonesia), Papua New Guinea, quần đảo Solomon và phía bắc rạn san hô Great Barrier (Úc) cũng như tại các đảo san hô trên biển San Hô. Loài này sống gần các rạn san hô trên nền đá vụn, độ sâu khoảng 5–70 m.

## Phân loại học
C. condei nằm trong một nhóm phức hợp loài cùng với Cirrhilabrus marinda và Cirrhilabrus walshi, đặc trưng bởi vây lưng nhô cao như cánh buồm (nhưng không có các tia sợi) và vây bụng có các tia vây dài.

## Mô tả
Chiều dài lớn nhất được ghi nhận ở C. condei là 8 cm. Cá cái có đốm đen trên cuống đuôi.
Cá đực có màu đỏ tươi ở nửa thân trên, tách biệt rõ ràng với màu trắng ở nửa thân dưới, được ngăn cách bởi một sọc mảnh màu trắng, từ dưới mắt chạy dài đến cuống đuôi. Vây lưng vươn cao, hướng về phía trước và có màu đỏ thắm ở nửa trong, phần gốc vây có một hàng các đốm màu xanh óng. Phần còn lại của vây lưng trước có màu đen. Vây lưng mềm phía sau có màu vàng, tách biệt với màu đỏ ở nửa dưới bởi một hàng đốm xanh-đen. Vây hậu môn đỏ hoàn toàn, viền xanh óng ở rìa. Vây đuôi có màu vàng nhạt, đỏ hơn ở giữa vây và có nhiều vệt đốm màu xanh óng. Vây bụng dài, chạm được đến vây hậu môn. Mống mắt màu đỏ.
Số gai ở vây lưng: 11; Số tia vây ở vây lưng: 9; Số gai ở vây hậu môn: 3; Số tia vây ở vây hậu môn: 9; Số gai ở vây bụng: 1; Số tia vây ở vây bụng: 5.

## Thương mại
C. condei được thu thập trong ngành buôn bán cá cảnh.